# Joaquim da Silva Mafra
Joaquim da Silva Mafra (Mafra, 15 de Fevereiro de 1737 – Porto) foi um mestre canteiro radicado na cidade do Porto, onde executou o retábulo-mor da Igreja dos Clérigos. 

## Biografia

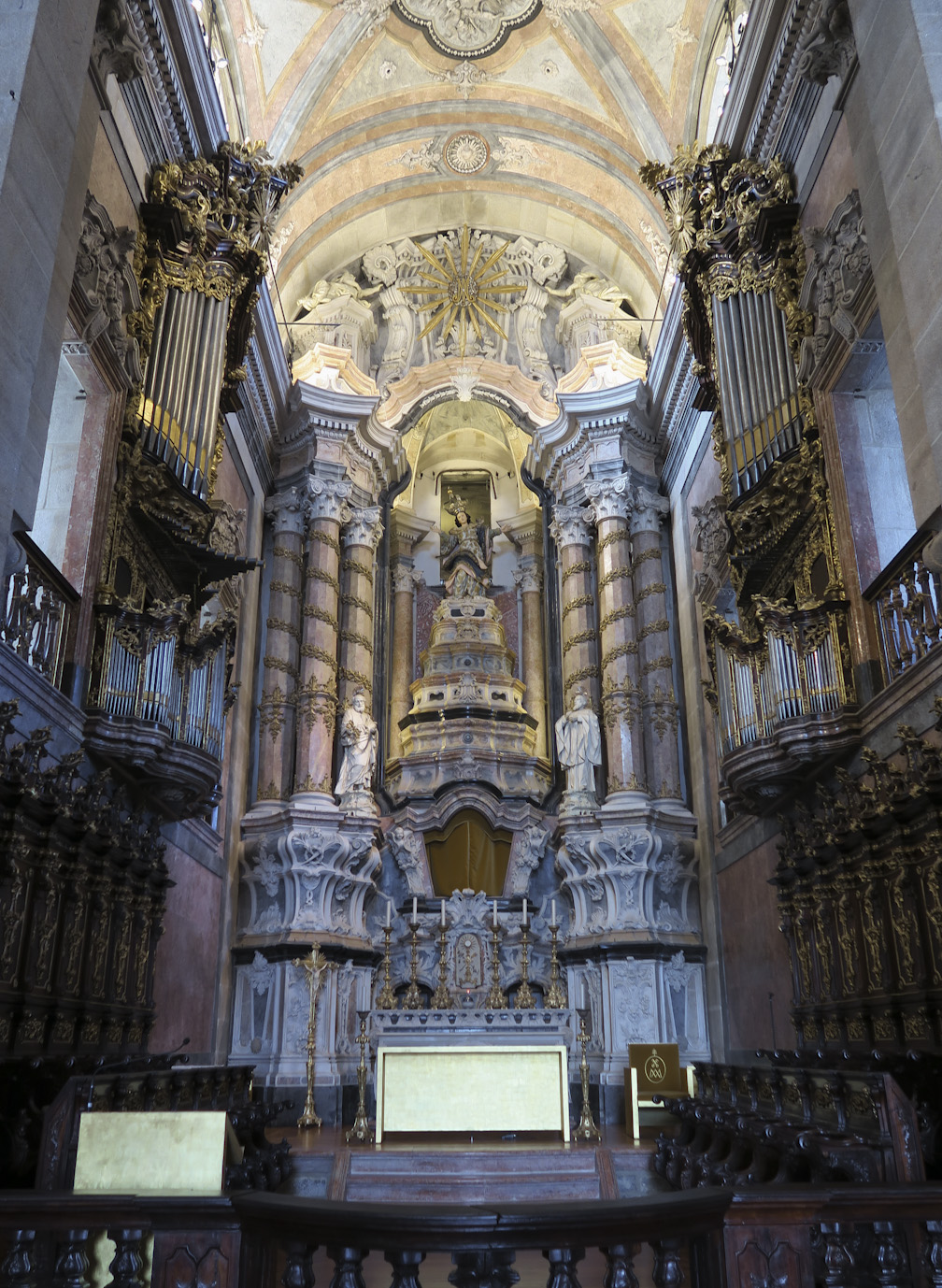
Retábulo-mor da Igreja dos Clérigos, executado por Joaquim da Silva Mafra.

Joaquim da Silva Mafra nasceu no lugar das Casas Velhas, hoje integrado no lugar do Zambujal, na freguesia de Mafra, em 15 de Fevereiro de 1737. É provável que se tenha iniciado no ofício de canteiro, como aprendiz, nas obras de Mafra, que ainda decorriam nos anos da sua infância e juventude.
Em Abril de 1768 encontrava-se a laborar na cidade do Porto, como colaborador do mestre pedreiro e arquitecto Manuel dos Santos Porto, responsável pela concepção do segundo retábulo-mor da Igreja da Irmandade dos Clérigos daquela cidade. Ao contrário do que era habitual no Porto, este segundo retábulo da Igreja dos Clérigos e a respectiva tribuna não foram executados em talha dourada, mas sim num estilo mais próximo do gosto romano, em vários tons de mármore. A pedra foi encomendada pela Irmandade dos Clérigos a pedreiras da região de Lisboa, por ser o mármore uma rocha inexistente na região do Porto e em toda a região norte. Isso poderá explicar a presença no Porto de um mestre canteiro proveniente da região de Lisboa, possivelmente ligado às obras de Mafra e habilitado a trabalhar o mármore, contrariamente aos canteiros do Porto, habituados a trabalhar com granito.
Em 1769, Joaquim da Silva Mafra era uma das três pessoas que residiam no edifício da Irmandade dos Clérigos, sendo dado como “canteiro e servente da casa”. No ano seguinte já aí não residia.
Embora o essencial do retábulo-mor da Igreja dos Clérigos tenha sido executado entre 1767 e 1773, a ornamentação da capela-mor, com mármores lavrados, continuou depois desse período, estendendo-se até, praticamente, 1780, sob a direcção de Joaquim da Silva Mafra.
Joaquim da Silva Mafra aparece depois associado a pequenas obras públicas na cidade do Porto. Em 1786 consertou o Chafariz da Rua Chã, aparecendo referido como mestre pedreiro.
Casou no Porto com D. Abigail Josefa de Meneses, natural de Chaves, tendo sido pai do Brigadeiro Manuel Joaquim de Meneses, Barão do Cabo da Praia.